# Юльяново (Жнінський повіт)
Юльяново (пол. Julianowo, нім. Julienhof) — село в Польщі, у гміні Барцин Жнінського повіту Куявсько-Поморського воєводства.
У 1975-1998 роках село належало до Бидгощського воєводства.